# Dlouhá Stráň
Dlouhá Stráň (německy Langenberg) je obec ležící v okrese Bruntál. Žije zde 123 obyvatel a její katastrální území má rozlohu 222 ha.

## Poloha
Obec se nachází v pohoří Nízkého Jeseníku na kraji severního výběžku vodní nádrže Slezská harta v nadmořské výšce 517 metrů. Samotnou obcí protéká Stráňský potok.

## Historie
První písemná zmínka o obci pochází z roku 1524. V listinách z roku 1224 jsou uvedeny jen okolní obce Mezina, Razová, Leskovec. Ze starých dokladů lze dokázat, že údolí řeky Moravice bylo starodávnou hranicí osidlování, a to z jihu a ze severu. V té době nabylo osidlování českým obyvatelstvem velkého rozmachu. Hranice panství Bruntál vedla po Opavici dolů – dnešní Oborná a po Černém potoku – dříve Kalná voda, až po jeho vtok do Moravice. Panství města Horní Benešov sahalo až k branám města Bruntálu. Jihovýchodně od Bruntálu byla obec Lučina a nad současnou obcí Dlouhá Stráň byla obec Žárnice. Obě vesnice již neexistují a taktéž dnešní obec Dlouhá Stráň stojí na místě, kde dřív byla ves s názvem Týlov u Bruntálu a tyto obce i s obcí Razovou patřily pod panství Horní Benešov. V období let 1241 až 1253 hrabata z Vrbna, kterým patřilo panství Bruntál, odebrala sporem dnešní území Dlouhé Stráně a Jelení.
Vznik obce Dlouhá Stráň není přesně datově doložen. První zmínky o Dlouhé Stráni se objevují v období třicetileté války, kdy se uvádí, že roku 1631 byl Bruntál a okolní vesnice Mezina, Dlouhá Stráň, Oborná a Staré Město shromaždištěm a odvodním místem Dunajského pluku o síle 2000 mužů. V ústředním archívu řádu německých rytířů ve Vídni, kde je soupis obyvatelstva panství Bruntál z 30. srpna 1642, je uváděn počet obyvatel tohoto panství 5 062 osob, z toho obec Dlouhá Stráň 73 osob. Soupis je pořízen z období třicetileté války, kdy Bruntál byl od roku 1621 napaden pětkrát a po roce 1642 ještě Švédy třikrát. Tím byla lidnatost okolních vesnic velmi poznamenána a nejvíce v tomto směru utrpěla Dlouhá Stráň.
V roce 1777 byl v obci Dlouhá Stráň dostavěn kostel, který byl zasvěcen svaté Anně. 17. března 1849 vyšlo nové nařízení, že v čele obce stojí starosta s obecní radou, kteří jsou voleni ze zastupitelstva. Volby podle nového volebního zákona byly v obci Dlouhá Stráň dne 1. července 1850. V roce 1907 byla postavena silnice z Jelení do Dlouhé Stráně. Z období před druhou světovou válkou je znám zápis o obci Dlouhá Stráň z archívu v Bruntále, kde se uvádí, že v obci žilo celkem 241 obyvatel a z toho 230 německé národnosti a 11 cizí národnosti. V té době obec vlastnila školu, hospodu, 22 hektarů polí a 4 hektary lesa. V obci byla jednotřídní obecná škola, obchod se smíšeným zbožím, hospoda s trafikou.
Po skončení druhé světové války v roce 1945 bylo německé obyvatelstvo z obce odsunuto a do obce se nastěhovaly rodiny převážně z Moravy z okresů Kroměříž a Uherské Hradiště a později ze Slovenska. Obyvatelstvo se zabývalo převážně zemědělskou činnosti, a to 21 rodin, zbytek dojížděl za prací do Bruntálu do textilních továren. Obec měla samostatný místní národní výbor (MNV), který řídil obec až do roku 1964, kdy přešla pod MNV Mezina. Dlouhá Stráň byla v tomto orgánu zastoupena třemi zástupci. V roce 1979 byla obec Dlouhá Stráň integrována k městu Bruntál a správně řízena jeho městským národním výborem, formou občanského výboru, který byl však bez rozhodovacích pravomocí. V této době byla část majetku obce MěNV Bruntál rozprodána (škola, hasičská zbrojnice a některé stavební pozemky). V zemědělství sedláci hospodařili soukromě do roku 1951, kdy bylo politickou mocí státu tlačeno na založení JZD. Od roku 1965 zemědělskou činnost prováděly státní statky, které ukončily své hospodaření v obci v červnu 1993. K soukromému hospodaření se vrátily dvě rodiny.
Od 1. ledna 1979 do 23. listopadu 1990 byla Dlouhá Stráň částí města Bruntál.

### Vývoj počtu obyvatel
Počet obyvatel Dlouhé Stráně podle sčítání nebo jiných úředních záznamů:
| Rok            | 1869 | 1880 | 1890 | 1900 | 1910 | 1921 | 1930 | 1950 | 1961 | 1970 | 1980 | 1991 | 2001 |
| -------------- | ---- | ---- | ---- | ---- | ---- | ---- | ---- | ---- | ---- | ---- | ---- | ---- | ---- |
| Počet obyvatel | 329  | 280  | 278  | 281  | 264  | 241  | 252  | 109  | 112  | 91   | 71   | 47   | 58   |

1. ↑  z toho: 0 Čechoslováků, 243 Němců; 243 řím. kat., 9 evang.
2. ↑  z toho: 52 Čechů, Moravanů a Slezanů, 4 Slováci, 1 Polák; 28 řím. kat., 1 evang., 29 bez vyzn.

V Dlouhé Stráni je evidováno 58 adres : 46 čísel popisných (trvalé objekty) a 12 čísel evidenčních (dočasné či rekreační objekty). Při sčítání lidu roku 2001 zde bylo napočteno 35 domů, z toho 22 trvale obydlených.

## Znak a prapor obce
Obec Dlouhá Stráň je zastoupena i vlastním znakem a praporem. Znak je tvořen třemi oblouky snížený modro-stříbrný dělený štít. Nahoře vykračující býk a dole lílie opačných barev. Prapor má podobu listu, který tvoří tři vodorovné pruhy, a to modrý, bílý a modrý. Jejich poměr se uvádí na 6:1:1. V žerďové polovině horního modrého pruhu vykračuje bílý býk. Poměr jeho šířky k délce listu je 2:3.

## Přírodní památky
Sousedství obce odkrývá vodní nádrž Slezská Harta. Nedaleko se rozkládá přírodní památka Lávový proud u Meziny nebo také lidově řečeno Venušina sopka, Lom u Meziny, sopky Velký Roudný a Malý Roudný.

## Pamětihodnosti
- Kostel svaté Anny, barokní kostel z roku 1777 spolu s česko-německým hřbitovem

## Volno časové aktivity
Pro volnočasové aktivity se nabízí otevřený tenisový kurt s umělým trávníkem nacházející se v obci, dětské hřiště, místní hospůdka anebo prostory Obecního úřadu Dlouhá Stráň pro různé zábavné programy. Krajina v okolí obce Dlouhá Stráň kromě přírodních památek, turistických a běžkařských tras nabízí i cyklistické využití, kempování, houbaření, zábavné a sportovní využití spojené s vodní nádrží Slezskou Hartou.

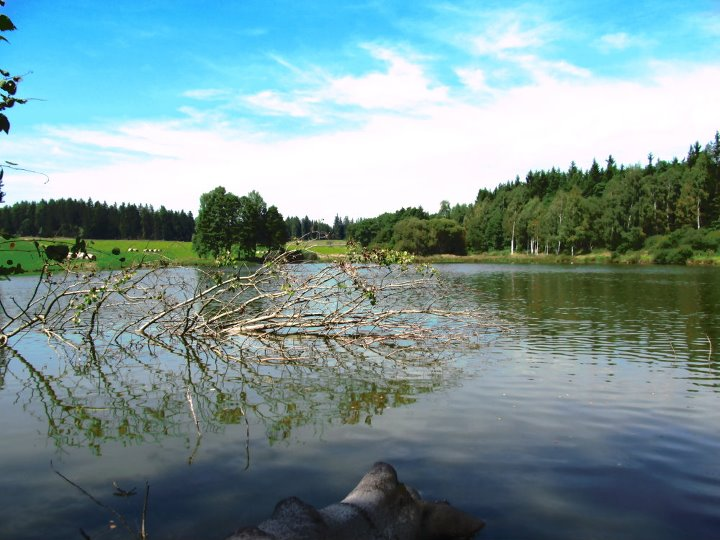
Rybník
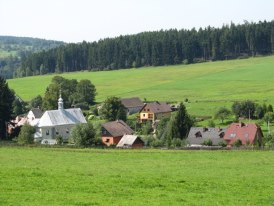
Pohled na kostel
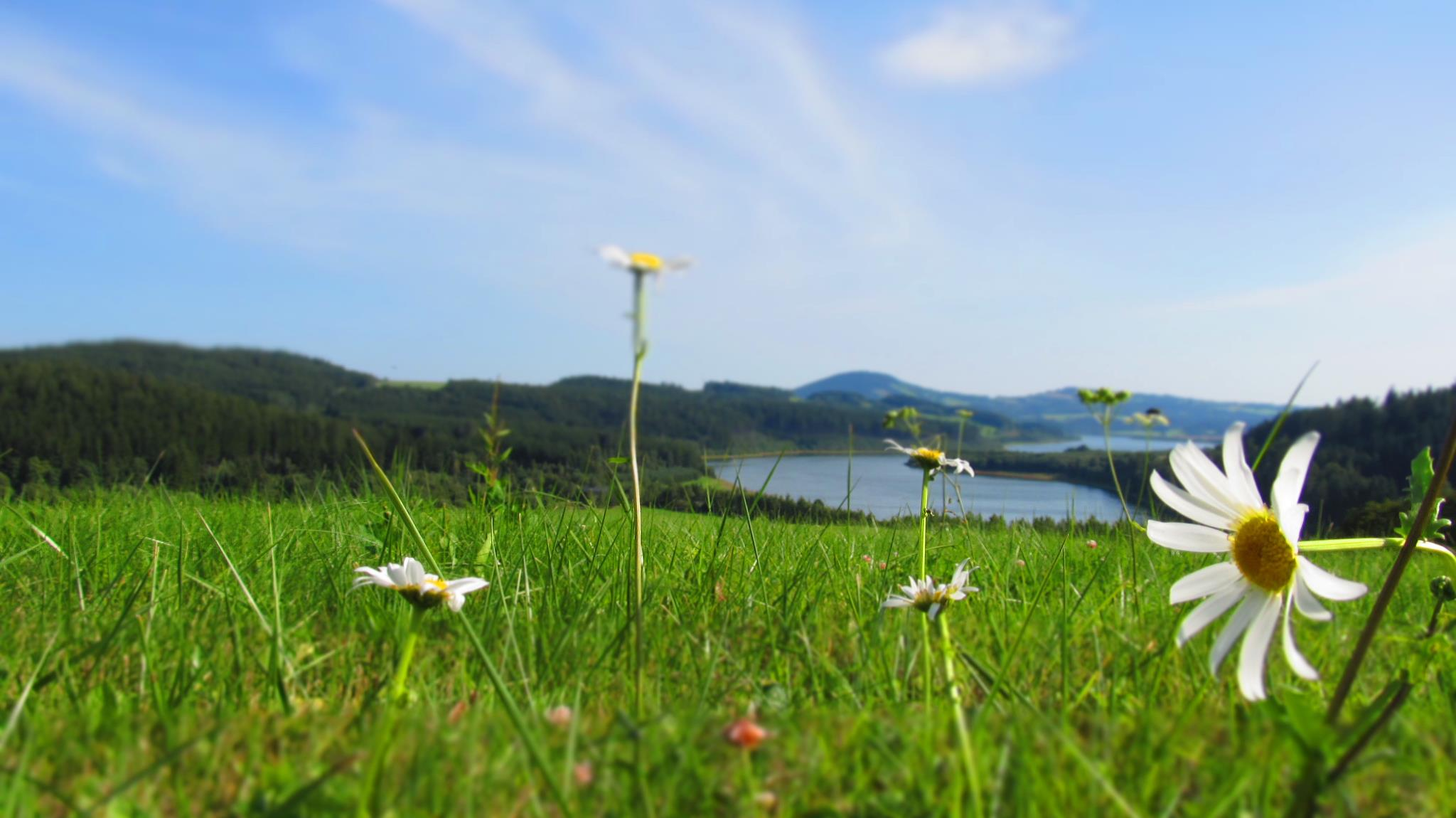
Pohled z obce na Slezskou Hartu
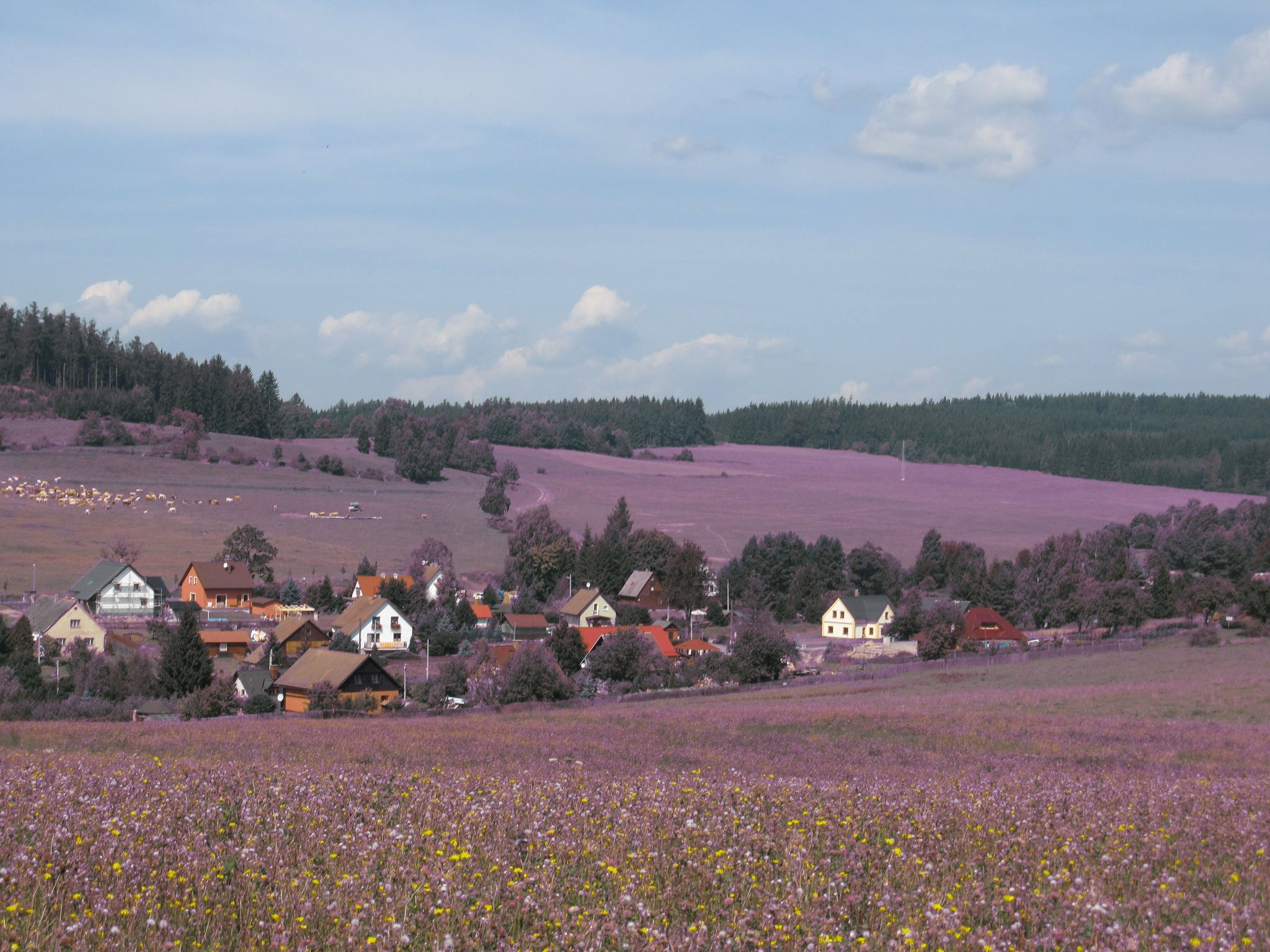
Pohled na obec
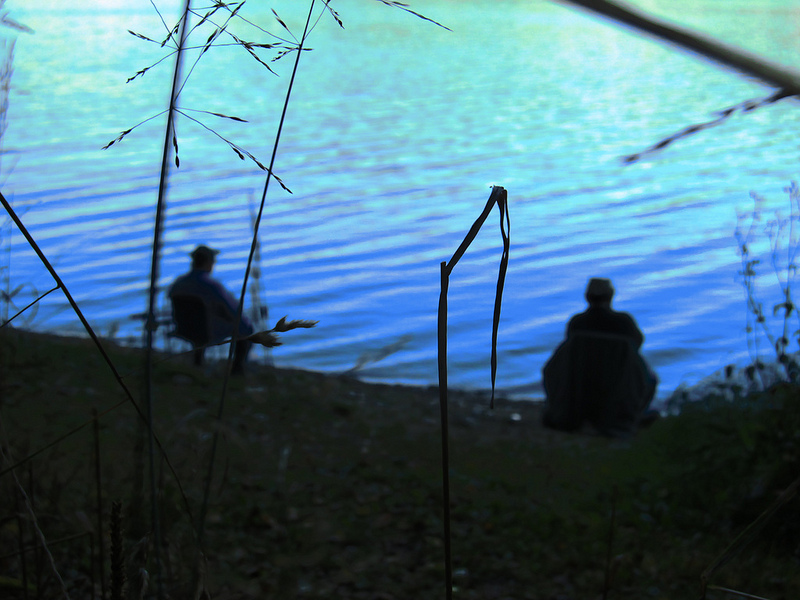
Slezská Harta
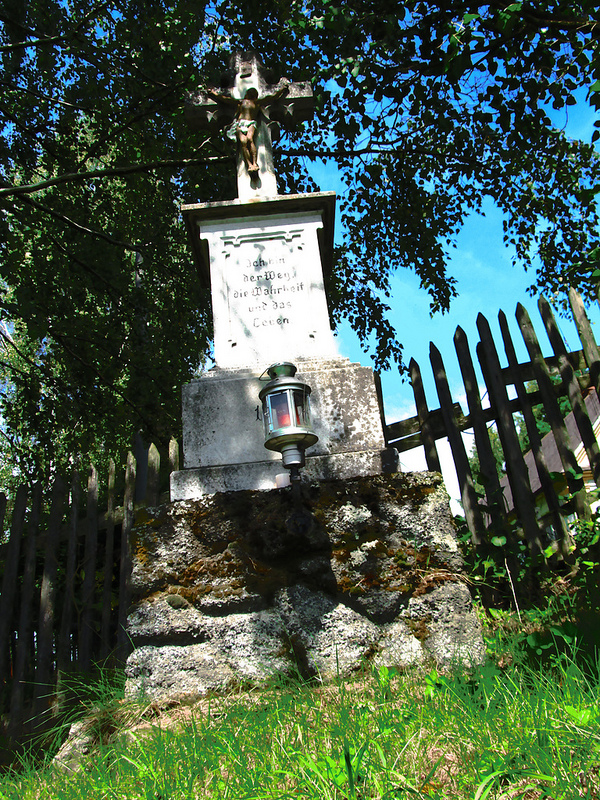
Pomník